# 三つ柏

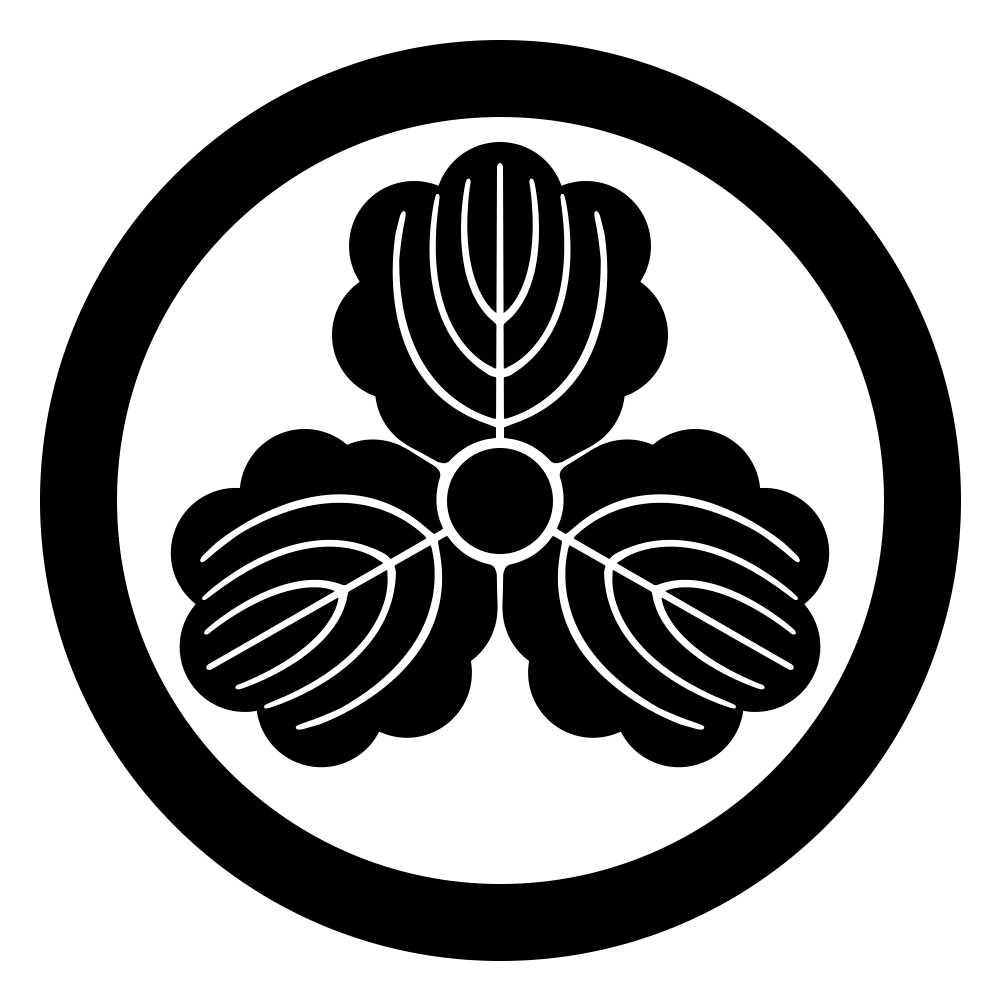
「丸に三つ柏」紋

三つ柏（みつかしわ、みつのかしわ）は、日本の家紋「柏紋」の一種で、柏の葉を3つ描いた図案の家紋のことである。十大家紋のひとつに数えられている。

## 概要
柏紋はブナ目ブナ科の落葉中高木を図案化したものである。柏の葉は食べ物を盛る器「膳（かしわで）」として信仰とも深い植物であることから神紋としても好まれて使用されている。
家紋の種類は500種以上に及ぶ。柏紋の中でも三つ柏は一般的に広く使われている家紋のひとつであり、多くの種類が挙げられる。（例：「丸に三つ柏」「蔓柏」「剣三つ柏」「鬼三つ柏」「三つ土佐柏」「三つ巴柏」「実付き三つ柏」「八重三つ柏」）
また三つ柏紋に見られる特徴として同じ家紋の中でも更に葉脈の数の違いがある。（三本葉脈（計21本）と四本葉脈（計27本））どちらの葉脈の数が主流か正統なものか、どちらが本家および分家かという差はない。分家や代替わりの際、意図的に大本の家の紋との差別化を図る目的で変更したり、先祖代々の家紋の葉脈の数を把握しておらず本人の意図しない中で代替わりの際に変貌した例もある。
企業の三菱グループなどが用いている「スリーダイヤ（三菱マーク）」は土佐藩山内家の柏紋から考案されたものである（後に岩崎家の「三階菱」の要素も加わる）。

## 使用家
古来、神職に多い家紋で、熱田神宮宮司家の千秋家、日御碕神社宮司家の小野家などが挙げられる。神職以外の有名な家では土佐藩主山内家、長岡藩主牧野家が使用してきている。過去には公家の卜部氏由来の家や武家の葛西家由来の家に使用例があったが、現在に至るまでに家紋が別物に変貌した家も少なくない（錦織家や萩原家など）。

## 図案

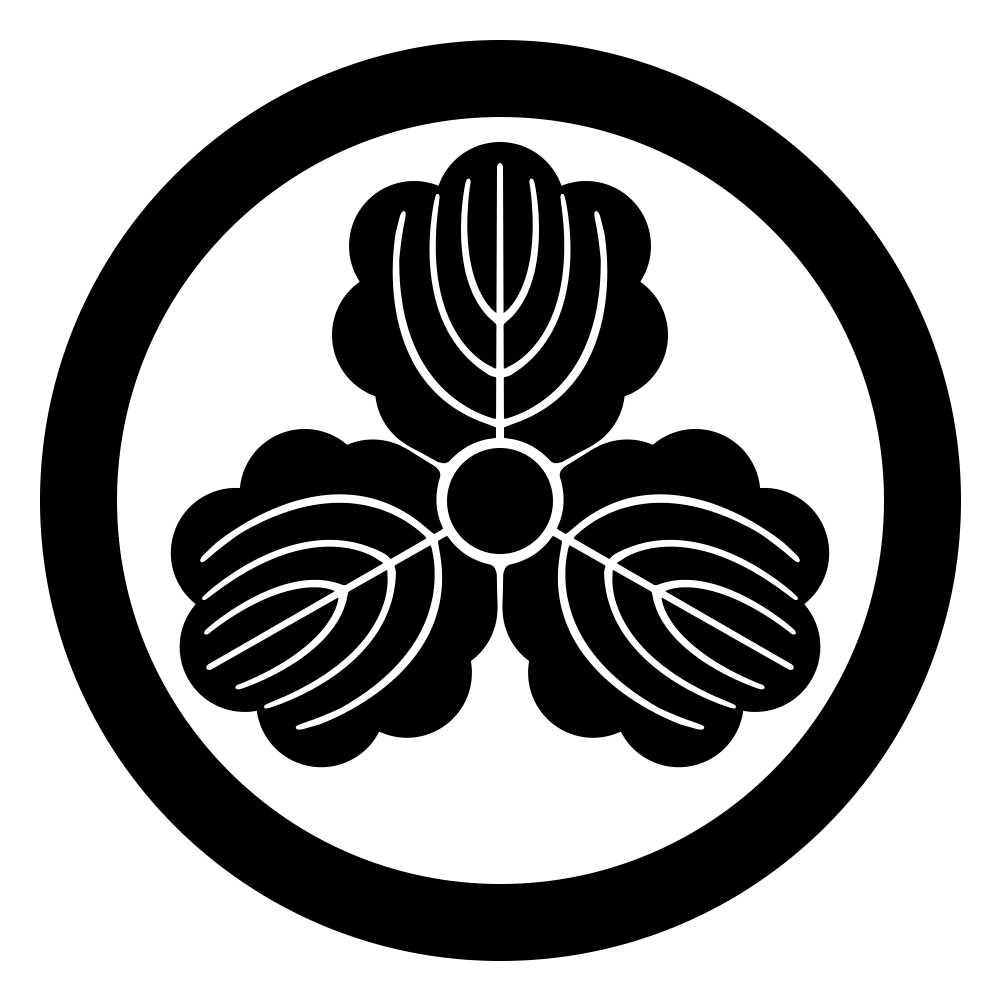
まるにみつかしわ 丸に三つ柏
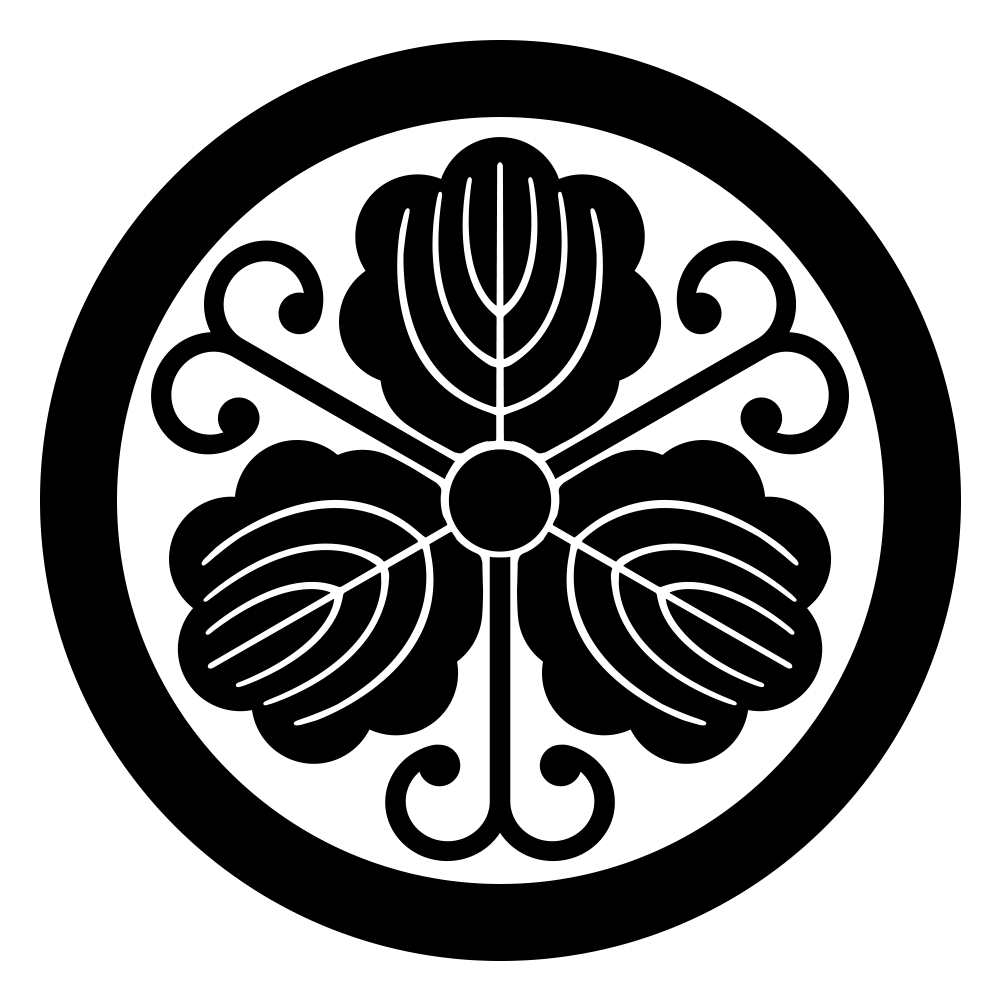
まるにつるかしわ[4] 丸に蔓柏
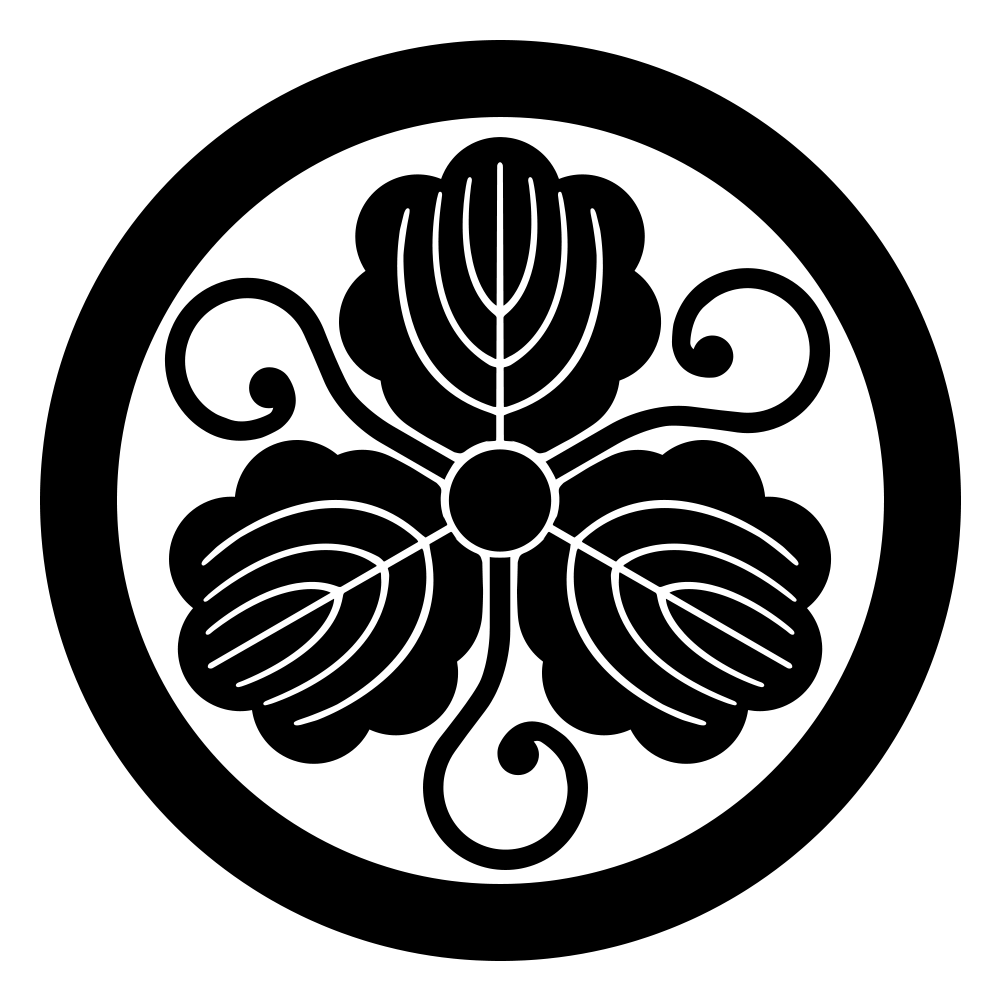
まるにかたてつるかしわ 丸に片手蔓柏
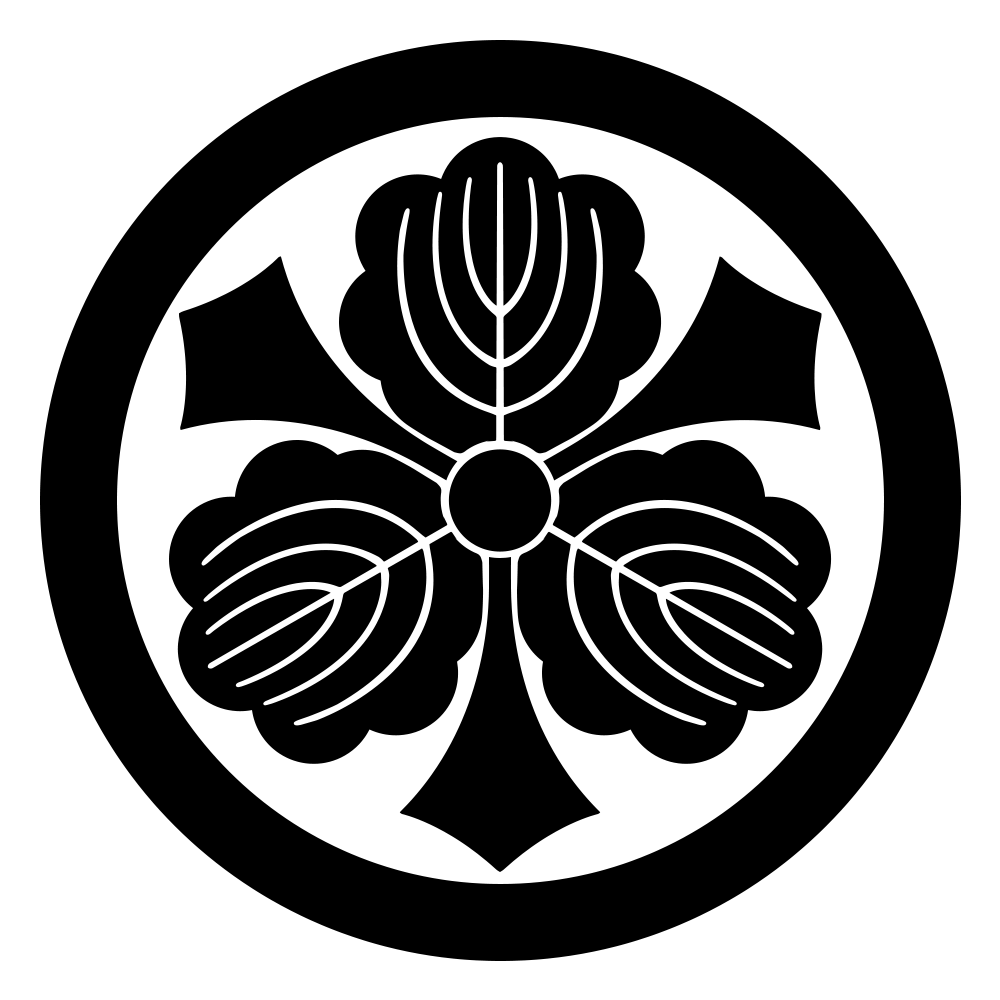
まるにけんみつかしわ 丸に剣三つ柏
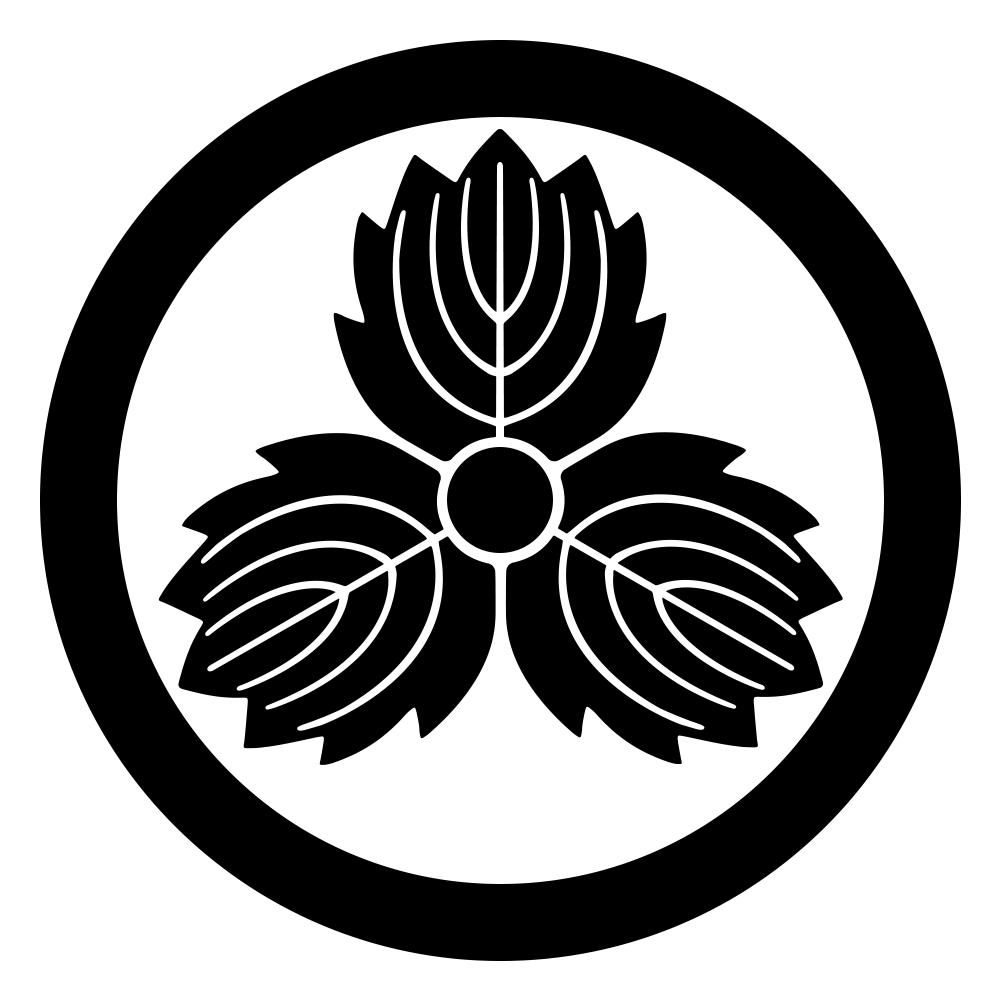
まるにおにみつかしわ 丸に鬼三つ柏
とさかしわ 土佐柏
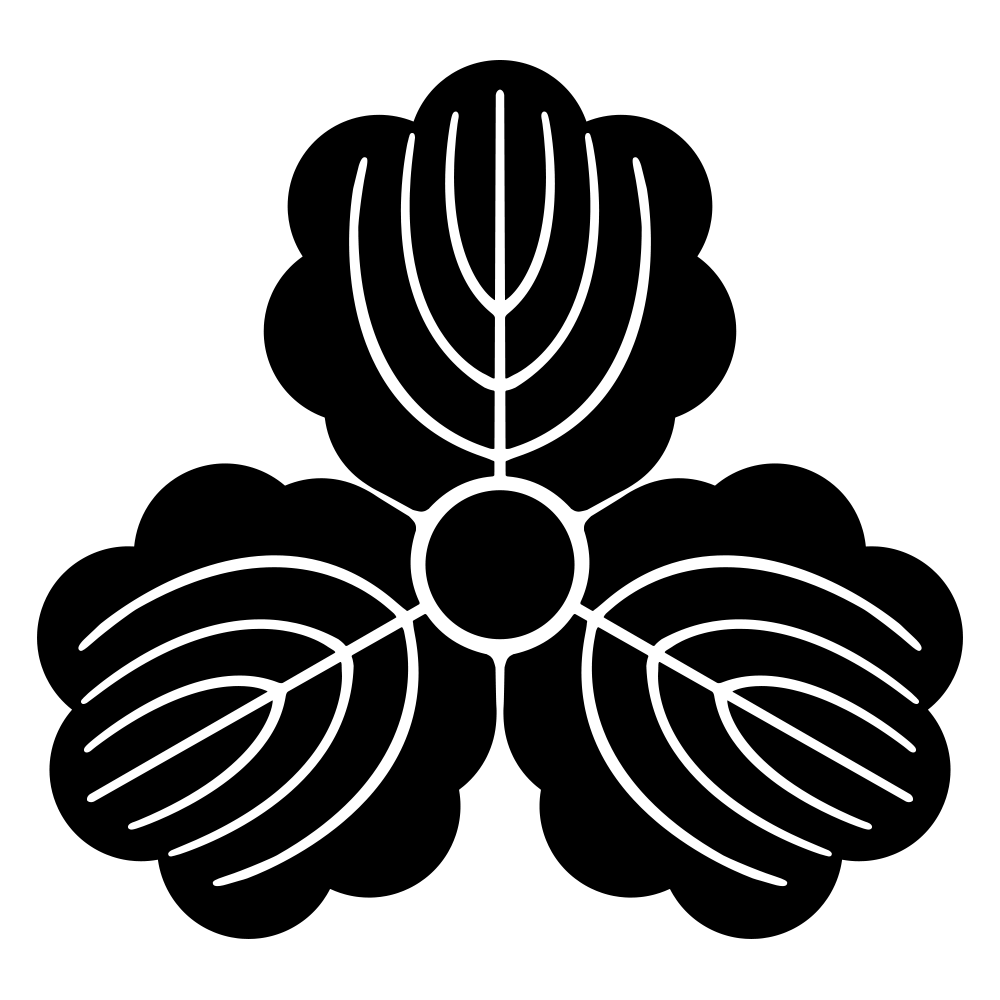
みつかしわ 三つ柏
むすびかしわ 結び柏
三菱のスリーダイヤ